# Furacão Marilyn
O furacão Marilyn foi a décima quinta depressão tropical e a décima terceira chamada tempestade da temporada de furacões do Atlântico de 1995. O furacão Marilyn foi a tempestade mais forte a atingir as Ilhas Virgens desde o furacão Hugo de 1989, e causou treze mortes e mais de 2 bilhões de dólares em prejuízos. Marilyn se formou em 13 de setembro, e logo depois cresceu até atingir a força dos furacões. Marilyn fez aterrissagem nas Antilhas Menores em 14 de setembro de 1995 na categoria 1 de força. Quando chegou às Ilhas Virgens Americanas, Marilyn já era um furacão de categoria 3. Após seguir para o norte passando pelas Bermudas, Marilyn enfraqueceu e tornou-se um ciclone extratropical antes de morrer ao sul da Nova Escócia, em 1º de outubro de 1995.

## História
Marilyn veio de uma onda tropical que se formou ao largo da costa africana até o leste do Oceano Atlântico em 7 e 8 de setembro. Ventos grandes e de baixo nível foram incluídos na circulação da onda. No entanto, havia pouca convecção. O sistema continuou a oeste por alguns dias a cerca de 17 nós (31 km/h). Em 12 de setembro, o que seria o Furacão Marilyn foi chamado de Depressão Tropical Quinze após o aumento da convecção. O TD-15 se fortaleceu rapidamente, e tornou-se a Tempestade Tropical Marilyn seis horas depois. Quatro horas depois, a Tempestade Tropical Marilyn se tornou o Furacão Marilyn.
Durante os dias seguintes, Marilyn foi em direção ao noroeste. Marilyn era um furacão de Categoria 1 quando o centro da tempestade passou a 45 milhas náuticas (83 km) ao norte de Barbados. Marilyn passou sobre a Dominica, e logo a sudoeste de Guadalupe, em 14 de setembro. O furacão continuou se movimentando e fez aterrissar nas Ilhas Virgens Americanas em 15 de setembro com ventos de 110 mph (180 km/h). O centro de Marilyn passou sobre Saint Thomas. Depois de passar sobre Porto Rico, Marilyn voltou para o Oceano Atlântico em 16 de setembro.
Um olho começou a aparecer em Marilyn e a tempestade atingiu um pico de intensidade de 949 milibares com ventos de 115 mph, um furacão de categoria 3-maior. Marilyn atingiu o pico neste momento com ventos de 120-125 mph, em vez de 115 mph. Marilyn começou a enfraquecer rapidamente, caindo de seus ventos mais altos de 141 mph (227 km/h) para 102 mph. A pressão central subiu 20 mbars em 10 horas. O enfraquecimento do jejum foi devido ao enfraquecimento do globo ocular e, especialmente, às águas inquietas da tempestade anterior, o furacão Luis. Marilyn acelerou em direção às Bermudas em 18 de setembro, passando cerca de 150 milhas náuticas (280 km) a oeste da ilha em 19 de setembro. Marilyn enfraqueceu de um furacão para uma frente baixa em 20 de setembro. A circulação restante continuou sobre o Oceano Atlântico central por mais 10 dias antes de ser absorvida em uma frente baixa.
Um voo de caça ao furacão relatou granizo, o que é incomum para ciclones tropicais.
Caminho das tempestades
Marilyn

## Preparativos
Dezessete relógios e avisos foram emitidos com Marilyn. Os dois primeiros foram um relógio de tempestade tropical e um aviso de tempestade tropical emitido em Barbados, São Vicente, Granadinas, Santa Lúcia e Grenada em 12 de setembro às 2200 UTC. Cinco horas depois, foi emitido um alerta de tempestade tropical para Trinidad e Tobago. Uma advertência de tempestade tropical foi emitida para Santa Lúcia, São Vicente, Granadinas, Granada e Tobago em 900 UTC no dia 13 de setembro. Às 2100 UTC, um aviso de furacão foi emitido para Barbados, São Vicente, Granadinas, Santa Lúcia e um relógio de furacão para a Dominica. Um relógio de furacão lançado para a Martinica no dia 14 de setembro. O 2100 UTC 13 de setembro foi estendido para as Granadinas através de St. Martin, exceto Guadalupe, St. Barthelemy e a porção francesa de St. Em 1500 UTC, Porto Rico foi colocado sob a vigilância do furacão Hurricane Watch. Às 1700 UTC, Guadalupe, St. Barthelemy e a porção francesa de St. Martin foram colocadas sob um relógio de furacão. Quatro horas depois, Porto Rico, Ilhas Virgens Americanas e Britânicas, e Guadalupe foram colocadas sob um aviso de furacão.
Durante a noite, muitos relógios e avisos foram interrompidos. Em 1500 UTC 15 de setembro, a República Dominicana de Cabrera a Cabo Engano foram colocados sob um relógio de furacão quando Marilyn se aproximava. Durante a noite de 16 de setembro, todos os relógios ativos e advertências foram parados. Ao mesmo tempo, um novo relógio Hurricane foi lançado para Turks e Caicos e Mayaguana, Acklins e as Ilhas Tortas do sudeste das Bahamas. Este aviso foi retirado em 48 horas. No dia 18 de setembro de 1500 UTC, as Bermudas passaram por um Tropical Storm Watch, que foi atualizado para um aviso em seis horas. A advertência foi removida em 19 de setembro.
As 250.000 pessoas que vivem nos Barbados passaram a noite de 13 de setembro em abrigos.
Furacão Marilyn ao atravessar as Ilhas Virgens em 15 de setembro de 1995.

## Impacto
| Tempestades por região |                |
| Região                 | Mortes diretas |
| São Tomé e Príncipe    | 5              |
| São Croix              | 1              |
| São João               | 1              |
| Porto Rico             | 1              |
| Desconhecido           | 5              |
| Total                  | 13 (8)         |

Marilyn causou muitos danos e 13 mortes nas Ilhas Virgens dos Estados Unidos e em Porto Rico. A precipitação em terra foi de 4 a 7 polegadas.

### Guadalupe
Chuva de mais de 12 horas em Guadalupe foi de até 20,00 polegadas (508 mm) em Saint-Claude, 19,09 polegadas em Guillard-Basse-Terre e 17,63 em Gaba. A maior rajada de vento relatada em Guadalupe foi de 84 mph em Marie-Galante. As próximas foram 70 mph (110 km/h) em Raizet e 61 mph (98 km/h) em Desirade. Os ventos mais fortes registrados em Guadalupe foram de 51 mph (82 km/h) em Marie-Galante. A pressão mínima registrada foi de 989 mb (29,20 em Hg) em Basse-Terre.
Marilyn foi um dos três ciclones que afetaram a região em 1995, após a tempestade tropical Iris e o furacão Luis.

### Ilhas Virgens Americanas
A maior velocidade do vento deixada por Marilyn depois de passar sobre a ilha de St. Croix foi de 100 mph (160 km/h). As maiores precipitações relatadas foram 11,67 polegadas (296 mm) em Anual, 9,96 polegadas em Red Hook Bay e 5,25 polegadas em Granard. A maior tempestade relatada foi de 2,0 m em St. Thomas e 1,8 m em St. Croix. De acordo com a NOAA, o pico de tempestade nas Ilhas Virgens Americanas atingiu 2,1 m (6 a 7 pés), com uma maré isolada de 3,6 m (11,7 pés) reportada em St. O total de chuvas chegou a cerca de 10 polegadas em St. Croix e St. Thomas.
As rajadas mais altas relatadas foram 129 mph (208 km/h) em um Sistema de Observação de Superfície Automatizado Não-Comissionado e 95 mph (153 km/h) de rajadas em Veleiro Puffin em Green Cay. Os ventos mais fortes sustentados foram 105 mph (169 km/h) em um Sistema de Observação de Superfície Automatizado Não-Comissionado. Marilyn foi a causa de sete mortes, a maioria devido a afogamentos em barcos. Dez mil pessoas ficaram desabrigadas em St. Thomas. A maioria dos edifícios sofreu alguns danos.
A ilha de St. Thomas foi a mais atingida pela tempestade, onde cerca de 80% das casas e empresas foram destruídas, incluindo um hospital e a planta de purificação de água. Cinco pessoas foram mortas. Em outros lugares do território, houve graves danos em St. Croix e St.
O Presidente Bill Clinton tornou as Ilhas Virgens Americanas uma área de desastre federal, tornando-a disponível para a ajuda federal.

### Porto Rico
As maiores chuvas em Porto Rico do furacão Marilyn foram de 5,60 polegadas (142 mm), e as maiores rajadas relatadas foram de 125 mph (201 km/h) em Culebra. Marilyn passou sobre as ilhas de Vieques e Culebra, onde causou muitos danos.
Houve relatos de grandes enchentes no norte e leste de Porto Rico. Uma pessoa foi morta em Culebra. O presidente Bill Clinton declarou Porto Rico uma área de desastre federal, tornando-a disponível para a ajuda federal.
100 casas na Ilha Culebra foram destruídas por Marilyn. Outras duzentas casas na ilha foram danificadas.

### Antígua
A maior rajada de vento relatada em Antígua foi de 50 mph (80 km/h). O Serviço Meteorológico de Antígua relatou que a ilha teve grandes inundações e danos às bananeiras. Os outros danos relatados foram causados pelo vento.

### Outras áreas
As Bermudas relataram ventos constantes de 45 mph e uma rajada mais alta de 60 mph (97 km/h). Antígua relatou ventos sustentados de 35 mph (56 km/h). Em St. Maarten, os ventos sustentados foram 42½ mph e a rajada de pico foi de 61 mph (98 km/h). As chuvas em St. Maarten atingiram o pico de 3,35 polegadas em um local desconhecido. O New York Times relatou que as Ilhas Virgens Britânicas tiveram poucos ou nenhuns danos de Marilyn.
Danos a Marilyn em St. Thomas

## Aftermath

### Porto Rico
Os suprimentos de socorro na esteira do furacão Marilyn foram enviados para Porto Rico e para as Ilhas Virgens Americanas. Oficiais da FEMA montaram acampamentos nas ilhas para distribuir alimentos, água e abrigo.

### Ilhas Virgens Americanas
80% das casas em St. Thomas foram destruídas ou danificadas. Além disso, 20 a 30% das empresas foram destruídas. Mais de 2.100 funcionários de agências federais tinham sido enviados para ajudar na limpeza do furacão Marilyn. Quatro contratos foram rapidamente aceitos para reparos imediatos de edifícios. Equipes de mergulho foram enviadas para verificar se havia danos no porto e os marinheiros da Marinha dos Estados Unidos começaram a trabalhar no conserto de edifícios públicos. O aeroporto de St. Thomas estava aberto para vôos utilizando uma torre de controle móvel. O hospital de St. Thomas estava aberto, mas funcionava com geradores.
Os primeiros Centros de Recuperação de Desastres da FEMA foram inaugurados em 23 de setembro em St. Um relatório indicou que até 11 de outubro de 1500 empréstimos foram concedidos para reparos domésticos, a maioria por menos de US$2500. Mais de 19.000 pedidos de moradia para desastres foram apresentados, sendo que mais de 2.800 foram aceitos. Cerca de 5000 das 15.000 inspeções designadas foram concluídas. Mais de 7.800 pedidos de Subsídios Individuais e Familiares foram recebidos e, dos 4.000 pedidos de empréstimo da SBA apresentados, 43 foram aprovados para um total de $744.100 - um empréstimo médio de $17.300.
No total, Marilyn causou danos de US$ 1,5 bilhões (1995 USD), matando 13 pessoas em seu caminho.
A FEMA deu comida, água e roupas nas Ilhas Virgens Americanas.